# Lactantius

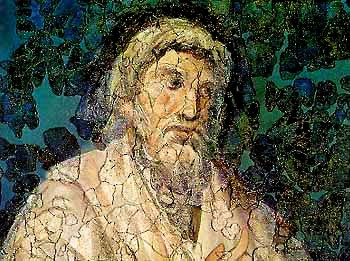
Lactantius. Väggmålning från 300-talet e.Kr.

Lactantius (grekiska: Λακτάντιος), född cirka 250 i Afrika, död 320 i Gallien, lärjunge till Arnobius den äldre, var först retor och språklärare i Bitynien samt efter år 317 lärare åt Konstantin den stores son Crispus. Lactantius författade åtskilliga skrifter, Divinae institutiones (i sju böcker) med fler, med ändamål att utlägga och befästa den kristna läran. Lactantius utmärker sig mindre genom dogmatisk-filosofisk grundlighet än genom klar och redig framställning samt nästan fornklassiskt språk, som starkt påminner om Ciceros; han har kallats "den kristne Cicero". 